# Enying
Enying je mesto na Madžarskem, ki upravno spada pod podregijo Enyingi Županije Fejér.